# Sanxenxo
Sanxenxo és un municipi costaner de la província de Pontevedra, a Galícia, que pertany a la comarca d'O Salnés.
És conegut per ser una de les principals destinacions turístiques de Galícia, gràcies al seu clima, les platges amb bandera blava i l'ambient nocturn.

## Toponímia
Sanxenxo és el nom oficial i normatiu segons la norma de la Reial Acadèmia Gallega per al gallec, però en la normativa reintegracionista (o gallega-portuguesa) pot escriure's Sam Genjo o São Genjo.
L'origen del topònim prové del nom de Sant Genís, en llatí Sanctus Genesius.

## Geografia
El municipi està situat a la costa atlàntica en plenes Rías Baixas. Limita al nord amb O Grove i Meaño, a l'est amb Poio i al sud i oest amb la ria de Pontevedra.

### Parròquies
Sanxenxo està dividit en nou parròquies:
- Adina (Santa María), on es troba la localitat de Portonovo.
- Arra (San Amaro)
- Bordóns (San Pedro)
- Dorrón (San Xoán)
- Gondar (San Tomé)
- Nantes (Santa Baia)
- Noalla (Santo Estevo)
- Padriñán (San Xenxo)
- Vilalonga (San Pedro)

## Història
Aquest municipi d'origen mariner basa la seva expansió cap al turisme en la magnífica platja, avui urbana, de Silgar. Aquest arenal de 800 m de longitud està perfectament abrigat dels vents freds del nord que garanteixen bon temps a la zona, però que poden resultar freds fins i tot a l'estiu. A continuació de la platja de Silgar, i després de passar la punta del Bicaño, es troba la platja de Baltar, d'unes mides similars a l'anterior i significativa en el terme municipal. La zona oest d'aquesta platja es troba a la vora de Portonovo, un altre nucli urbà.
El creixement que està experimentant des dels anys 80 és molt considerable: l'estiu de 2005 es van donar per acabades les obres d'ampliació del port esportiu i el seu Club Nàutic, obra de l'arquitecta Marta Chaves. Hi ha escassetat d'arbredes i la vila presenta una grandíssima deficiència de parcs, a causa de l'excessiva massificació de la construcció; aquest fet, però, es veu compensat amb la nombrosa presència de platges de bandera blava que posseeix el terme municipal.